# Gaston Prunier
Pour les articles homonymes, voir Prunier (homonymie).
Gaston Prunier, né au Havre le 19 janvier 1863, et mort en son domicile du 24, rue Dombasle à Paris le 22 octobre 1927, est un peintre et graveur post-impressionniste français.

## Biographie

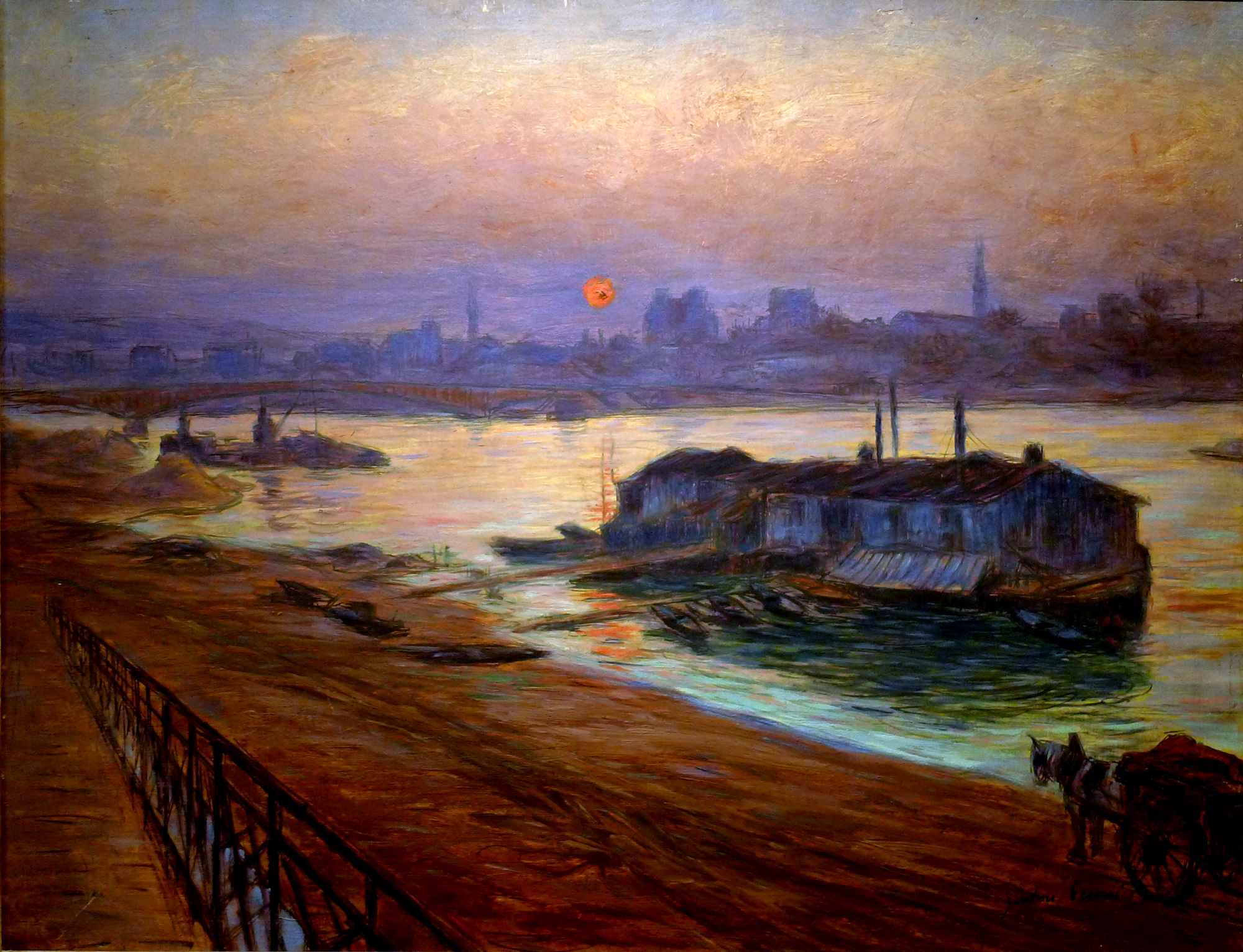
La Seine au pont de Grenelle (vers 1904), Paris, musée Carnavalet.

Gaston Prunier naît au Havre du mariage de Victor Adrien Prunier (1815-1868) et Ursule Louise Alleaume (1822-1870). Il entre à l'École des beaux-arts du Havre où il est l'élève de Charles Lhullier, puis il est admis à l'École des beaux-arts de Paris dans l'atelier d'Alexandre Cabanel.
L'atelier de Gaston Prunier est situé au no 24 rue Dombasle dans le 15e arrondissement de Paris. Dès 1891, il expose à la galerie parisienne Le Barc de Boutteville. Il présente ses gravures au Salon de 1893 et, l'année suivante, il est admis au Salon des Cent et au Salon des indépendants, où il exposera jusqu'en 1907.
Effectuant un long séjour dans les Pyrénées entre 1894 et 1898 afin d'y décorer des églises, il épouse Marie Anne Claire Etchebarne à Saint-Palais (Pyrénées-Atlantiques) le 5 février 1895.
Entre 1898 et 1925, Gaston Prunier participe chaque année aux expositions de la Société nationale des beaux-arts. Il expose également ses œuvres au Havre et dans de nombreuses galeries parisiennes.
En 1907, on trouve Gaston Prunier au sein du Groupe des XXX, réunion de trente artistes indépendants d'avant-garde initiée par Pierre Dumont et comptant également dans ses rangs les noms de Raoul Dufy, Henri Matisse, André Derain, Albert Marquet, Maurice Louvrier, Charles Duhamel, Robert Antoine Pinchon, Charles Frechon, Pierre Girieud, Gaston Gosselin, Tristan Klingsor, Eugène Tirvert, Georges Bradberry, Charles Angrand, Marcel Couchaux, André Allard, Ernest Morel et Maurice de Vlaminck. Après une exposition commune à la galerie Legrip à Rouen (1907), le groupe prendra rapidement (1908) le nom demeuré historique de Société normande de peinture moderne.
En 1917, Gaston Prunier fait partie, avec Maurice Asselin, Louis Charlot, Henri Lebasque, Jules-Émile Zingg, des Missions d'artistes aux armées instituées par le général Niox, directeur des musées des armées, aux fins de représentations picturales de documentation de la guerre.

## Œuvre

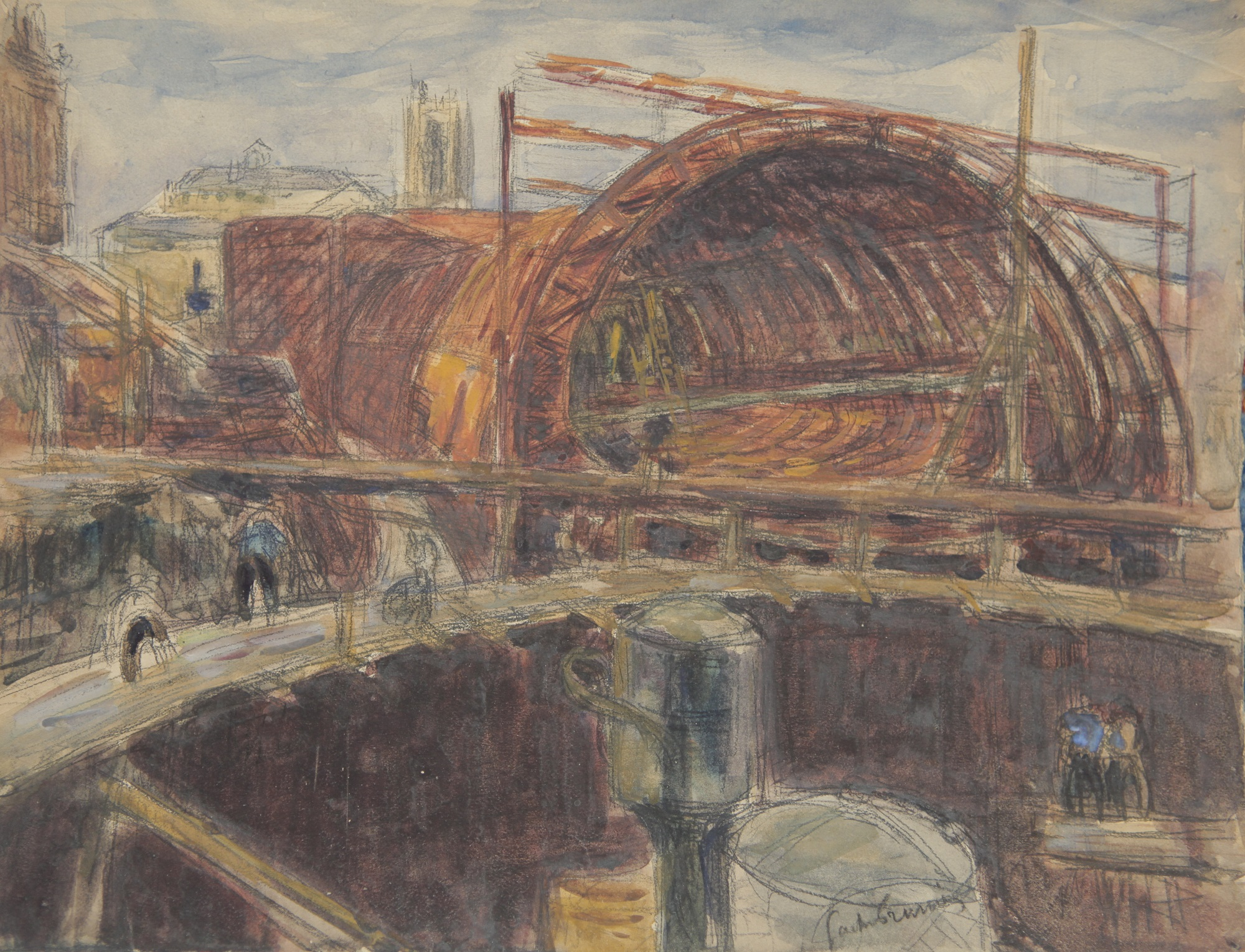
Le caisson de la Cité (construction du métro parisien), dessin aquarellé 24 x 32 cm (avant 1900), collection particulière

Gaston Prunier peint le monde du travail, les usines et les activités portuaires. On lui doit de nombreuses vues de Paris, du Havre, de Londres et des Pyrénées (en particulier, pour cette dernière région, des environs de Saint-Palais, ville dont son épouse est native). Au lieu que ses paysages se fondent dans l'abondante production de la Belle Époque, observe Nicolas Éprendre, Gaston Prunier, « à la manière d'un documentariste, se fait le témoin des transformations qui secouent la Capitale au début du XXe siècle ».
Ami de Jean Jaurès, il a peint la Manifestation pacifiste du Pré-Saint-Gervais (dimanche 25 mai 1913) qui « donne une représentation colorée du meeting, avec ses nombreux drapeaux rouges, les habits endimanchés, les vendeurs de journaux, le vert d'une campagne pourtant si proche de Paris, et, au loin, Paris et ses fumées d'usine. La banlieue, souvent rejetée, espace incertain, est alors au centre de l'histoire et de ses représentations ».
Pour Guillaume Lasserre, « il cristallise la question de l'anti-paysage dans des scènes de chantiers, d'usines, prises sur le motif qu'il retravaille ensuite dans l'atelier. Son travail renvoie au courant socialiste jaurésien. Il s'inscrit dans un univers presque monochrome que l'on retrouve chez nombre d'artistes renvoyant à cet univers sombre ».

### Ouvrages illustrés

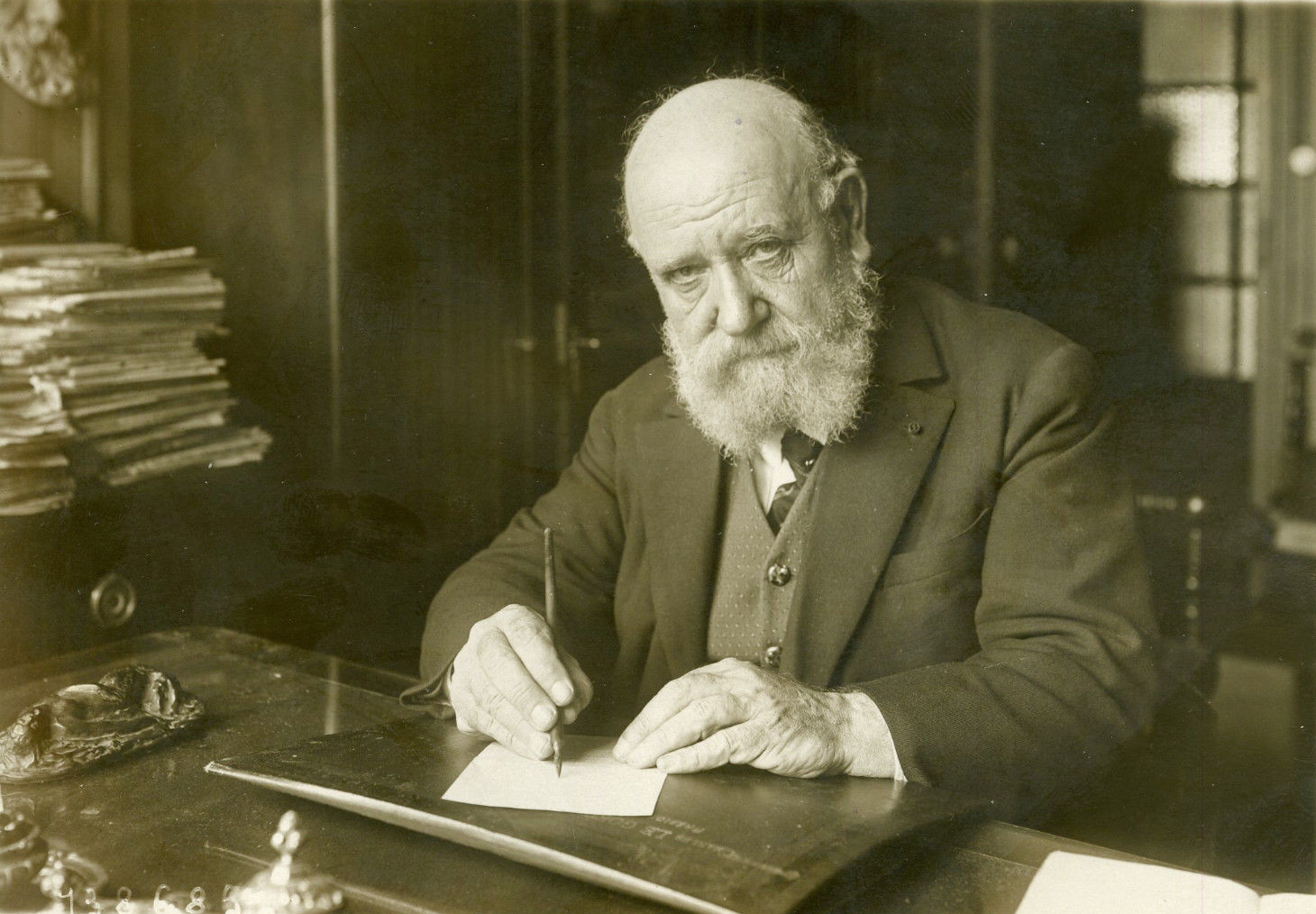
Charles Le Goffic

- Charles Le Goffic et Daniel de Vénancourt, À travers le Havre, effets de soir et de nuit, douze eaux-fortes de Gaston Prunier, Le Havre, A.-G. Lemâle et Cie, 1892.
- Collectif, Le spectateur catholique, illustration de bois gravés par Max Elskamp, Gaston Prunier, Maurice Denis, Charles Doudelet, James Ensor, Franz Melchers et Félix Valloton, Bruxelles-Paris, Éditions J.E. Buschmann, 1897-1898.
- Désiré Louis, Six heures du matin. La Chapelle, illustrations de Gaston Prunier gravées par Tony Beltrand et Eugène Dété, collection « Les Minutes parisiennes », Paris, Société d'éditions littéraires et artistiques, Éditions Paul Ollendorff, 1904.

Posthume
- Sous la direction de Christiane Mazelier et Jean-Pierre Castelain, Lettres de prison de Jules Durand, Gaston Prunier parmi les illustrations, Éditions de l'Harmattan, 2018.

### Œuvres dans les collections publiques

#### France
- Castres, Centre national et musée Jean-Jaurès[7].
- Chambéry, musée des beaux-arts; Paysage, huile sur toile 23x32cm d'après Théodore Rousseau[10].
- Digne-les-Bains, musée Gassendi, La Vallée du Loup, près de Grasse, crayon et aquarelle.
- Dijon, musée des beaux-arts.
- Gray (Haute-Saône), musée Baron-Martin :
  - Paysage aux lointains montagneux (Les Pyrénées), aquarelle, 27 x 32 cm ;
  - Coucher de soleil sur les côtes de Bretagne, aquarelle, 50 x 65 cm ;
  - Le bassin de la Villette, aquarelle, 50 x 65 cm.
- Jassans-Riottier, mairie, Les glaisières de Vanves[11].
- Le Havre :
  - Bibliothèque municipale : estampe.
  - Musée d'art moderne André-Malraux[3] :
    - Triage du charbon dans les hangars, dessin aquarellé, 32x50cm, 1899 ;
    - Débardeurs, dessin aquarellé 60x50cm, 1899 ;
    - La fin de journée, dessin aquarellé 32x50cm, 1899 ;
    - Le déchargement d'un charbonnier, dessin aquarellé 32x50cm, vers 1899 ;
    - Charbon sur le quai, dessin aquarellé 32x50cm, vers 1899 ;
    - Les docks au coton, dessin aquarellé, 32x50cm, 1899 ;
    - Usines près du Habre, dessin aquarellé 32x50cm, vers 1899 ;
    - Bassin au Havre, dessin aquarellé 32x50cm, vers 1899 ;
    - Le paquebot "La Champagne" en cale à radoub, dessin aquarellé 50x65cm, vers 1899 ;
    - Les treuils à main sur un chaland, dessin aquarellé 32x50cm, vers 1899.
- Limoges musée national de la porcelaine Adrien-Dubouché.
- Péronne, musée Alfred-Danicourt.
- Paris :
  - Manufacture des Gobelins : cartons de tapisseries)[12] ;
  - Ministère de la Justice ;
  - Mobilier national, Le Béarn (scène de foire dans une vallée montagneuse avec vue sur Saint-Jean-Pied-de-Port, carton de tapisserie 500x380cm[13].
  - Musée de l'Armée.

Musée de l'Histoire vivante (Montreuil)
•Usines à Saint Denis (49,5x 39,5 cm)
•Chantier de construction (25X32 cm)
•Paris, les aciéries de Javel (25X32 cm)
•Panorama industriel, Paris ou proche banlieue. (25cm x 32 cm)
•Le Caisson de la Cité,  exposé au salon d’automne 1909 (25cm x 32 cm) 
•Quatre aquarelles de différents aspects de la  Manifestation Pacifique au Près-Saint -Gervais du 25 mai 1913
- - Musée Carnavalet :

- -     - L'écluse de la Monnaie, dessin[14] ;
    - La Seine au pont de Grenelle, dessin, vers 1904 ;
    - Tanneries de la Glacière, dessin aquarellé[15] ;
    - Docks à la Villette, dessin aquarellé[16] ;
    - Foule sur la place de la Concorde, 11 novembre 1918, dessin aquarellé[17] ;
    - Chantier en construction rue du Four, dessin aquarellé[18] ;
    - Puits artésien de la Butte-aux-Cailles, dessin aquarellé[19] ;
    - Glaisière à Vanves, dessin aquarellé[20] ;
    - Chantiers de construction de la rue de Sèvres, près du boulevard Raspail, dessin aquarellé[21].

  - Département des Arts graphiques du musée du Louvre[10] :
    - Démolition des ruines de la Cour des comptes avec des ouvriers, quatre crayons aquarellés et gouaché 32x43cm, vers 1897.
    - Le Pont de Cannon Street à Londres, dessin aquarellé 50x65cm, 1908.
    - Usine à Londres, dessin aquarellé 24x33cm, 1911.

  - Musée d'Orsay ;
  - Palais de l'Élysée.
- Saint-Palais, église : fresque[22].
- Toulouse :
  - musée des Augustins[23] ;
  - Préfecture de Midi-Pyrénées.

#### Roumanie
- Bucarest, musée national d'art de Roumanie[24].

## Expositions

### Expositions personnelles
- Aquarelles de Gaston Prunier, Galerie Samuel Bing, Paris, 1899[22].
- Galerie Siberberg, Paris, janvier-février 1902.
- Gaston Prunier : paysages de Paris, de la Bretagne, du Havre, des Pyrénées, galerie Serrurier, no 37 boulevard Haussmann, Paris, janvier-février 1905.
- Gaston Prunier : vues de la Tamise, galerie Allard, Paris, 1908.
- Vente de l'atelier Gaston Prunier, hôtel des ventes (Philippe Fournier, commissaire-priseur ; Schorp à Églancourt, expert), rue Croix-de-fer, Rouen, 8 février 1975[25].

### Expositions collectives
- Galerie Le Barc de Boutteville, Paris, 1891[1].
- Salon de Paris, 1893.
- Salon des Cent, Paris, 1894.
- Salon des indépendants, Paris, de 1894 à 1907.
- Cercle d'art moderne, Le Havre, de 1897 à 1909.
- Salon de la Société nationale des beaux-arts, Paris, de 1898 à 1925[26].
- Salon d'automne, à partir de 1904[27].
- La Société internationale d'aquarellistes, galerie Georges Petit, Paris, 1905[28].
- Peintures de Paul de Castro, Francis Jourdain, Henri Morisset, Gaston Prunier - Dessins et eaux-fortes de Bernard Naudin, galerie Eugène Blot, Paris, juin-juillet 1907.
- Groupe des XXX, galerie Legrip, Rouen, octobre-novembre 1907.
- La Société normande de peinture moderne, Rouen, décembre 1909 , janvier 1910 (Salle Boïeldieu, no 65 rue Ganterie), mars 1911 (no 41 rue du Gros-Horloge), juin-juillet 1912 (salle du skating).
- Maison des Traouiero, Perros-Guirec, juin 2012[29].
- Ouvrier.e.s au Musée, musée de l'Histoire vivante, Montreuil (Seine-Saint-Denis), juin-décembre 2019[30].
- Les villes ardentes, 1870-1914 - Art, travail, révolte, musée des Beaux-Arts de Caen, 2020[31],[32],[9].

### Conférences
- Nicolas Éprendre, Gaston Prunier (1863-1927) : peindre avec humanité, Société d'études diverses (S.E.D.), hôtel de ville de Louviers, 14 décembre 2019[5].

## Réception critique

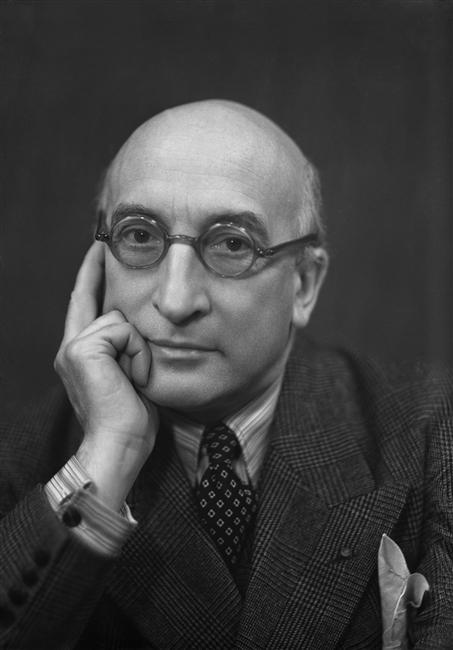
Jacques Copeau

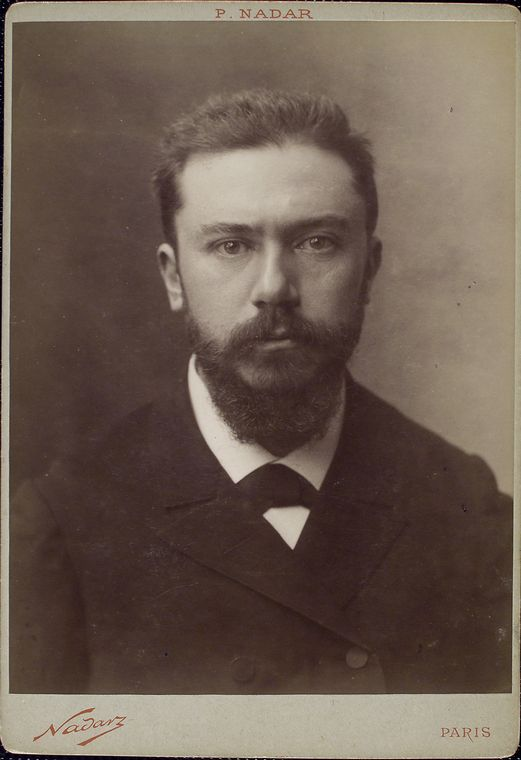
Gustave Geffroy

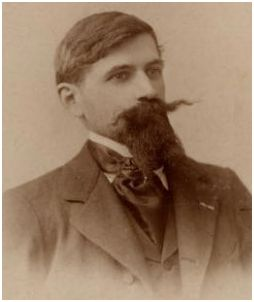
Tristan Klingsor

- « ...Et si j'ai réservé pour la dernière ligne le nom de Gaston Prunier, c'est afin qu'il y prenne tout le relief qu'il mérite à mes yeux. On admire en lui l'âpreté de la couleur, surprenante à ce degré chez un aquarelliste. Elle imprègne le papier. Elle y pénètre comme un acide. Par une simplification naturelle, il obtient dans ses paysages un caractère éminent de généralité. Une beauté cosmique s'en dégage. Certaine uniformité dans le sombre et le tourmenté, qui lui est familière, rend plus sensibles "quelques vifs mouvements vers la lumière"., d'une délicatesse subtile. Grâce au "sens primordial de la construction" que Claude Roger-Marx a reconnu en lui, Gaston Prunier suggère l'ossature du monde. Les solitudes où se plaît sa contemplation ont une taciturnité primitive. » - Jacques Copeau[28]
- « Peintre de Paris et de Londres, de la Bretagne et de l'Auvergne, son humeur voyageuse l'a souvent amené aux pics casqués de neige, aux arbres séculaires, aux petites villes, aux bourgades du Béarn, et c'est une image infléchie, habilement coordonnée de tous les éléments étudiés par lui, qu'il présente en une force d'unité impressionnante […] Gaston Prunier, paysagiste classé, savant constructeur des terres, des collines, des vallées, harmoniste des ciels, se révèle observateur d'humanité, sans pour cela que l'expression dépasse le but de la tapisserie qui doit sans cesse rester un art de décoration; mais il ne lui est pas interdit de suggérer le drame et la comédie par ses groupements de personnages et les particularités des physionomies. » - Gustave Geffroy[12]
- « Gaston Prunier a peint des rues, des canaux, des fleuves, des ports ; il a peint les constructions des villes modernes, des mouvements de terrain près des fortifications, des rochers de Bretagne, des cirques pyrénéens cernant quelque lac tranquille ; il a peint la montagne et la mer, mais en toutes ces œuvres le sujet est le même : c'est l'opposition du ciel mouvementé ou de l'eau courante avec la maison ou le roc immobiles ; c'est le contraste de l'élément fluide et transparent avec le bloc plein et solide du fer et de la pierre, c'est l'antithèse des lignes droites d'une architecture ferme avec les lignes sinueuses des nuages, l'antithèse des lignes horizontales calmes d'un ciel avec les lignes tourmentées des rochers. L'éloquence des lignes et des masses est donc la première des qualités de Gaston Prunier ; toutes ses compositions sont marquées de ce sens dominant : choisir le point de vue où la perspective est la plus significative, où la tache de lumière ou d'ombre est la plus émouvante. Il dresse dans le ciel quelque charpente quasi tragique, ou l'armature sombre d'un pont, ou le mur en ruine d'un coin de sa Démolition de la Cour des Comptes ; il oppose le dos aride des rocs à la profondeur infinie des nuages, et, qu'il s'agisse de la Pointe du Raz, du Cap Rosas ou des Falaises de la Hève, c'est le même élément d'émotion qui s'impose. » - Tristan Klingsor[33]
- « […] Un schéma très élaboré, une composition souple, un graphisme précis et une matière dense, nourrie, d'où surgissent des formes indiquées dans leurs volumes essentiels. » - Gérald Schurr[34]
- « Gaston Prunier s'est fait le peintre des quartiers populaires, des scènes sur les fortifications, et en même temps des architectures naturelles ou artificielles : il aime les cathédrales et les montagnes, les maisons en construction ou en démolition et les rochers à pic. Ce goût des verticales, des lignes ascendantes qui amène l'artiste à placer la ligne d'horizon très bas dans le tableau est l'une des caractéristiques de son talent. » - Dictionnaire Bénézit[35]

## Documentaire
- Gaston Prunier, peindre avec humanité, réalisé par Nicolas Eprendre, France, 2021, 54 min[36].